# Max Scherzer
Maxwell Martin Scherzer (Chesterfield, 27 juli 1984) is een Amerikaans honkbalspeler voor de Texas Rangers in de Major League Baseball. Hij speelt als werper. Eerder in zijn carrière heeft hij voor de Arizona Diamondbacks, Detroit Tigers, Washington Nationals, Los Angeles Dodgers en de New York Mets gespeeld. Scherzer heeft drie Cy Young Awards gewonnen, gooide twee keer een no-hitter en won in 2019 de World Series met de Nationals.

## Biografie
Scherzer werd geboren en groeide op in Chesterfield, een plaats in de staat Missouri. Hij speelde honkbal, football en basketbal op de Parkway Central High School en werd in de Major League Baseball-draft 2003 als 1291e, in de 43e ronde, geselecteerd door de St. Louis Cardinals. Scherzer koos er echter voor om te gaan studeren en college honkbal te gaan spelen aan de Universiteit van Missouri.

## Amateur Carrière
Scherzer speelde drie seizoenen voor de Missouri Tigers. In zijn eerste jaar gooide hij slechts 20 innings, waarin hij een ERA had van 5,85 met 23 strike-outs. In zijn tweede jaar, 2005, beleefde hij zijn doorbraak. Hij gooide 106,1 innings, waarin hij een ERA had van 1,87 met 131 strike-outs en 41 keer vier wijd. Hij werd dat jaar verkozen tot de werper van het jaar in de Big 12. In 2006 gooide hij 80 innings, waarin hij een ERA had van 2,25 met 78 strike-outs en 23 keer vier wijd. Zowel in 2005 als in 2006 had hij de laagste ERA van alle werpers in de Big 12.

## Professionele Carrière

### Draft enMinor League
Scherzer werd in de Major League Baseball-draft van 2006 in de eerste ronde als elfde gekozen door de Arizona Diamondbacks. Hij was de eerste Missouri Tigers honkbalspeler ooit die in de eerste ronde van de draft werd gekozen.

#### 2007
Scherzer tekende pas in 2007 voor de Diamondbacks, na in 2006 niet tot een overeenstemming te zijn gekomen. Hij tekende net voor de deadline een contract voor vier jaar met een waarde van $4.3 miljoen.

#### 2008
Scherzer begon het seizoen 2008 bij de Tucson Sidewinders, die uitkomen op Triple-A niveau. Op 27 april 2008 werd Scherzer gepromoveerd naar de MLB.

### Arizona Diamondbacks (2008-2009)

#### 2008
Op 29 april 2008 maakt Scherzer zijn debuut in de Major Leage Baseball in een wedstrijd tegen de Houston Astros. Hij gooide 41⁄3 'perfecte' innings, waarin hij zeven slagmannen met drie slag uit gooide en geen honkslag tegen kreeg. Ook gooide hij geen vier wijd - vandaar 'perfect'. Hij vestigde het record voor de meeste slagmannen die achter elkaar het eerste honk niet wisten te bereiken (13) voor een in de MLB als reliever debuterende werper.

### Detroit Tigers (2010-2014)
Op 9 december 2009 werd Scherzer samen met drie teamgenoten getransfereerd naar de Detroit Tigers. Hij speelde uiteindelijke vijf seizoenen voor de Tigers. In 2012 gooide hij 231 strike-outs, waardoor alleen zijn teamgenoot Verlander er met 239 meer gooide dat seizoen. In datzelfde seizoen haalde hij met de Tigers de World Series, die ze verloren van de San Francisco Giants. In 2013 won Scherzer zijn eerste Cy Young Award. Op 17 januari 2014 tekende Scherzer een eenjarig contract bij de Tigers met een salaris van $15.525.000,-.

### Washington Nationals (2015-2021)
Op 21 januari 2015 tekende Scherzer een zevenjarig contract bij de Nationals, met een waarde van $210 miljoen. Het contract bevatte een tekenbonus van $50 miljoen. Een deel van salaris wordt uitgesteld betaald, waardoor Scherzer van 2015 tot en met 2028 minimaal $15 miljoen per jaar betaald krijgt.
In 2015 gooide Scherzer twee no-hitters voor de Nationals. Tijdens zijn eerste no-hitter, op 20 juni 2015, gooide hij de 27e slagman raak. Tot dat punt gooide hij een perfect game. De 28e slagman ging wel uit, waardoor hij zijn eerste no-hitter gooide. Op 3 oktober 2015 gooide hij zijn tweede no-hitter, tegen de New York Mets.
In 2016 won Scherzer zijn tweede Cy Young Award, en in 2017 zijn derde.
In 2019 won Scherzer de World Series, door de Houston Astros te verslaan. Hij speelde in zowel de eerste als de zevende wedstrijd in de World Series.

### Los Angeles Dodgers (2021)
Op 30 juli 2021 werd Scherzer samen met Trea Turner getransfereerd naar de Los Angeles Dodgers, in ruil voor Josiah Gray, Keibert Ruiz, Donovan Casey en Gerardo Carrillo.

### New York Mets (2022-2023)
Op 1 december 2021 tekende Scherzer een driejarig contract bij de Mets met een waarde van $130 miljoen. Het contract had een waarde van (gemiddeld) $43.3 miljoen per jaar, waarmee dit het duurste contract gemiddeld per jaar ooit in de MLB was.

### Texas Rangers (2023-heden)
Op 29 juli 2023 werd Scherzer door de Mets getransfereerd naar de Texas Rangers, in ruil voor Luisangel Acuña. De Rangers ontvingen naast Scherzer $35,5 miljoen dollar van de Mets. Met de Rangers haalde Scherzer de World Series, waarin hij in de derde wedstrijd drie innings speelde als werper.